# پکن
پِکَن (به چینی: 北京) (تلفظ در زبان ماندارین: بِیچینگ) پایتخت کشور جمهوری خلق چین و یکی از پرجمعیت‌ترین شهرهای جهان است. این شهر در سال ۲۰۱۴ بیش از ۲۱٬۵۱۶٬۰۰۰ میلیون نفر سکنه داشته است. پکن دومین شهر پرجمعیت چین پس از شانگهای و مرکز سیاسی، فرهنگی و آموزشی کشور است. فرودگاه بین‌المللی پکن دومین فرودگاه شلوغ جهان از نظر ترافیک مسافران است. بر مبنای آخرین داده‌های دقیق جغرافیایی بیشترین درازای شهر پکن ۲۰۴ کیلومتر می‌باشد که از آن حدوداً یک سوم کوهستان‌های سرسبز و خالی از سکنه هستند.
سابقه تاریخی شهر به حدود سه هزار سال پیش می‌رسد و در هشت قرن اخیر در اغلب دوره‌ها پایتخت چین بوده است. کمتر شهرهایی در دنیا هستند که برای دوره‌ای چنین دراز مرکز سیاسی، فرهنگی و آموزشی باقی مانده باشند به همین جهت آثار تاریخی زیادی در شهر وجود دارد.
پکن میزبان بازی‌های المپیک تابستانی ۲۰۰۸ و بازی‌های المپیک زمستانی ۲۰۲۲ بود و به این ترتیب اولین شهری است که هم المپیک تابستانی و هم المپیک زمستانی در آن برگزار شده است.

## تاریخچه
پایتخت چین یکی از قدیمی‌ترین شهرهای جهان است و قدمت آن به سه هزار سال پیش بازمی‌گردد.

## سلسله‌های هان و تانگ
می‌توان گفت که سلسله هان (۲۰۶ قبل از میلاد - ۲۲۰ پس از میلاد) روح چینی را تراشیده است. چینی‌ها خود را قوم هان می‌نامند و زبان خود را زبان هان می‌نامند. در غرب از اصطلاح چین استفاده می‌کنیم که از سلسله کین گرفته‌شده است.
طی چهار قرن بعدی، پکن تغییرات زیادی را تجربه کرد، از تجزیه امپراتوری به سه پادشاهی، اشغال بربرهای استپ و پیروزی سلسله سویی و سپس دودمان تانگ.
سلسله تانگ (۶۱۸–۹۰۷ م‍) که توسط امپراتور لیانگ تأسیس شد، دوره‌ای از بزرگ‌ترین قدرت را در فرهنگ و هنر چین رقم زد. همچنین در سلسله تانگ، نام شهر جیچنگ تغییر کرد و آن را یوژو یا یانجینگ نامیداند.
پس از سقوط تانگ سال (۹۳۸ م‍)، دوره آشفته دیگری آغاز شد. یک قبیله شمالی به نام خیتان در سال ۳۱۷ پکن را پایتخت خود قرار دادند و به یکی از مهم‌ترین شهرهای آسیا تبدیل شدند.
خیتان سلسله لیائو را تأسیس کرد و پکن را یانجینگ نامید. قدرت آنها در سراسر آسیا گسترش یافت و امپراتوری وسیع به نام کاتای شناخته شد.
در قرن دوازدهم، جورچن‌ها خیتان را شکست دادند و سلسله جین را با پایتختی پکن تأسیس کردند که اکنون آن را ژونگدو می‌نامند.

## مغولی‌ها
در سال ۱۲۱۳ م‍ پکن توسط امپراتوری چنگیزخان ویران شد. چند سال بعد، کوبیلای کان تمام چین را فتح کرد و دستور بازسازی پکن را داد تا پایتخت سلسله یوان شود.
پکن در زبان مغولی به نام دادو، «پایتخت بزرگ» معروف شد، چینی‌ها آن را خانبالیق نامیدند. در این زمان بود که مارکوپولو از شهری که کامبالو نام داشت بازدید کرد.
در سال ۱۳۶۸ م‍، چینی‌ها به فرماندهی ژو یوانژانگ، توغان تمور، آخرین حاکم مغولستان در چین را اخراج کردند و قدرت گروه قومی هان را احیا کردند و سلسله مینگ را تأسیس کردند.

## سلسلهٔ مینگ
سلسله مینگ تا سال ۱۶۴۴ م‍ ادامه داشت. مینگ پایتخت را به نانجینگ منتقل کرد و پکن به نام بیپینگ یا «صلح شمال» نام گرفت.
در اوایل قرن پانزدهم، امپراتور یونگل، قدرتمندترین فرمانروای سلسله مینگ، تصمیم گرفت پایتخت را از نانجینگ به بیپینگ منتقل کند، که نام آن را پکن گذاشت. او برای تطبیق دربارش دستور ساخت شهر ممنوعه را داد.
سلسله مینگ، آخرین سلسله چینی واقعی که بر کشور حکومت کرد، توسط مانچوها که سلسله چینگ را تأسیس کردند (۱۶۴۴–۱۹۱۱ م‍) شکست خورد.
در سال ۱۶۴۴ م‍ مانچوها پکن را به آتش کشیدند. آنها از بازسازی آن برای انجام اصلاحات بزرگ استفاده کردند و پکن با آثاری مانند دروازه صلح بهشتی، کاخ عالی هارمونی و کاخ تابستانی آراسته شد.
اولین امپراتور سلسله چینگ کانگشی بود که دوران سلطنت او دوره شکوهمندی را رقم زد. او به چینی‌ها دستور داد که دم اسبی بپوشند، که نماد ظاهری تسلیم بود و ازدواج مختلط بین چینی‌ها و مانچوها را ممنوع کرد.

## ورود غرب
در اوایل قرن نوزدهم، قدرت‌های غربی چشم‌انداز خود را به چین معطوف کردند. انگلیسی‌ها برای پرداخت کسری تجاری خود، تریاک را وارد چین کردند.
تریاک عامل دو جنگ خواهد بود. در طول جنگ اول تریاک (۱۸۳۹–۱۸۴۲)، دولت چین مجبور شد جزیره هنگ‌کنگ را به بریتانیا واگذار کند و شانگهای را به عنوان بندر تجارت آزاد اعلام کند.
در سال ۱۸۶۰، در طول جنگ دوم تریاک، نیروهای بریتانیا و فرانسه به پکن حمله کردند، کاخ تابستانی را ویران کردند و محله دیپلماتیک را برپا کردند.
نارضایتی مردم از بیگانگان و سلسله مانچو منجر به تولد بسیاری از انجمن‌های مخفی شد که یکی از آنها انجمن «پرستندگان خدا» بود. به نشانه شورش علیه مانچوها، به اعضا دستور دادند که دم خود را قطع کنند.

## اقتصاد
تا سال ۲۰۲۲، تولید ناخالص داخلی اسمی پکن ۴.۱۶ تریلیون یوآن چین (۶۱۹ میلیارد دلار اسمی، ۱.۰۱۶ تریلیون دلار بر اساس برابری قدرت خرید) بود که حدود ۳.۴۴ درصد از تولید ناخالص داخلی کشور را تشکیل می‌داد و در بین واحدهای اداری در سطح استان، رتبه سیزدهم را داشت؛ سرانه تولید ناخالص داخلی اسمی آن ۲۸۲۵۸ دلار آمریکا (۱۹۰,۰۵۹ یوآن چین) بود و رتبه اول را در کشور داشت. همچنین از نظر اقتصادهای کلانشهری در جهان، رتبه دهم را دارد.
به دلیل تمرکز شرکت‌های دولتی در پایتخت ملی، پکن در سال ۲۰۱۳ بیش از هر شهر دیگری در جهان، دارای دفاتر مرکزی شرکت‌های فورچون جهانی ۵۰۰ بود.[۱۴۱] تا آگوست ۲۰۲۲، پکن دارای ۵۴ شرکت فورچون جهانی ۵۰۰ بود که بیشتر از ژاپن (۴۷) بود، کشوری که پس از چین (۱۴۵) و ایالات متحده (۱۲۴) در رتبه سوم قرار دارد. پکن همچنین به عنوان "پایتخت میلیاردرهای جهان" توصیف شده است. در سال ۲۰۲۰، پکن پنجمین شهر ثروتمند جهان بود که مجموع ثروت آن به ۲ تریلیون دلار می‌رسید. پکن توسط شبکه تحقیقات جهانی‌سازی و شهرهای جهان به عنوان یک شهر آلفا+ (ردیف اول جهانی) طبقه‌بندی می‌شود که نشان دهنده نفوذ آن در منطقه و سراسر جهان است و آن را به یکی از ۱۰ شهر بزرگ برتر جهان تبدیل می‌کند. در شاخص جهانی مراکز مالی ۲۰۲۱، پکن به عنوان ششمین مرکز مالی رقابتی در جهان و چهارمین مرکز رقابتی در کل منطقه آسیا و اقیانوسیه (پس از شانگهای، هنگ کنگ و سنگاپور) رتبه‌بندی شد.
تا سال ۲۰۲۱، پکن از نظر "رقابت‌پذیری شهر جهانی" در گزارش رقابت‌پذیری شهری جهانی ۲۰۲۰-۲۰۲۱ که به طور مشترک توسط آکادمی علوم اجتماعی چین (CASS) و برنامه اسکان بشر سازمان ملل متحد (UN-Habitat) منتشر شد، در رتبه اول جهانی قرار داشت.
این شهر دارای یک اقتصاد پساصنعتی است که توسط بخش ثالثیه (خدمات) تسلط دارد و ۸۳.۸ درصد از تولید را به خود اختصاص داده است، و پس از آن بخش ثانویه (تولید، ساخت و ساز) با ۱۵.۸ درصد و بخش اولیه (کشاورزی، معدن) با ۰.۲۶ درصد قرار دارند. بخش خدمات به طور گسترده‌ای متنوع است و خدمات حرفه‌ای، عمده‌فروشی و خرده‌فروشی، فناوری اطلاعات، املاک تجاری، تحقیقات علمی و املاک مسکونی هر کدام حداقل ۶ درصد از اقتصاد شهر را در سال ۲۰۲۲ تشکیل می‌دهند.
بزرگترین زیربخش همچنان صنعت است که سهم آن از کل تولید در سال ۲۰۲۲ به ۱۲.۱ درصد کاهش یافته است. ترکیب تولید صنعتی از سال ۲۰۱۰، زمانی که شهر اعلام کرد ۱۴۰ شرکت بسیار آلاینده، پرمصرف انرژی و منابع آب طی پنج سال از شهر منتقل خواهند شد، به طور قابل توجهی تغییر کرده است. انتقال شرکت فولاد پایتخت به استان همجوار هبی از سال ۲۰۰۵ آغاز شده بود. در سال ۲۰۱۳، تولید خودرو، محصولات هوافضا، نیمه‌رساناها، داروسازی و فرآوری مواد غذایی همگی افزایش یافت.
در زمین‌های کشاورزی اطراف پکن، سبزیجات و میوه‌ها به جای غلات به عنوان محصولات اصلی زیر کشت، جایگزین شده‌اند. در سال ۲۰۱۳، تناژ سبزیجات، قارچ خوراکی و میوه برداشت شده بیش از سه برابر غلات بود. در سال ۲۰۱۳، کل مساحت زیر کشت همراه با اکثر دسته‌های محصولات کاهش یافت زیرا زمین‌های بیشتری به دلایل زیست‌محیطی جنگل‌کاری شدند.

#### مناطق اقتصادی
در سال ۲۰۰۶، دولت شهر شش منطقه خروجی اقتصادی سطح بالا در اطراف پکن را به عنوان موتورهای اصلی رشد اقتصادی محلی شناسایی کرد. در سال ۲۰۱۲، این شش منطقه ۴۳.۳ درصد از تولید ناخالص داخلی شهر را تولید کردند که نسبت به ۳۶.۵ درصد در سال ۲۰۰۷ افزایش یافته بود. این شش منطقه عبارتند از:
ژونگ‌گوان‌سون: دهکده سیلیکونی چین در منطقه هایدیان در شمال غربی شهر، محل استقرار شرکت‌های فناوری مستقر و نوپا است. در دو فصل اول سال ۲۰۱۴، ۹۸۹۵ شرکت در شش منطقه ثبت نام کردند که از این تعداد ۶۱۵۰ شرکت در ژونگ‌گوان‌سون مستقر بودند. ژونگ‌گوان‌سون همچنین مرکز کمربند صنعتی فناوری پیشرفته پکن-تیانجین-شیجیاژوانگ است.
خیابان مالی پکن: در منطقه شیشنگ در ضلع غربی شهر بین فوکسینگمن و فوچنگمن، مملو از دفاتر مرکزی بانک‌های بزرگ دولتی و شرکت‌های بیمه است. آژانس‌های نظارتی مالی کشور از جمله بانک مرکزی، رگولاتور بانک، رگولاتور اوراق بهادار و مقام ارزی در این محله واقع شده‌اند.
منطقه تجاری مرکزی پکن (CBD): در واقع در شرق مرکز شهر، نزدیک سفارتخانه‌ها در امتداد جاده سوم حلقه‌ای شرقی بین جیانگومنوای و چائویانگمن‌وای واقع شده است. منطقه CBD محل استقرار اکثر ساختمان‌های اداری آسمان‌خراش شهر است. بیشتر شرکت‌های خارجی و شرکت‌های خدمات حرفه‌ای شهر در منطقه CBD مستقر هستند.
منطقه توسعه اقتصادی و فناوری پکن: که بیشتر به عنوان ییژوانگ شناخته می‌شود، یک پارک صنعتی است که در امتداد جاده پنجم حلقه‌ای جنوبی در منطقه داکسینگ قرار دارد. این منطقه شرکت‌های دارویی، فناوری اطلاعات و مهندسی مواد را جذب کرده است که تاثیری در حجم حمل بار از چین به اقسی نقاط جهان نیز دارد.
منطقه اقتصادی فرودگاه پکن: در سال ۱۹۹۳ ایجاد شد و فرودگاه بین‌المللی پایتخت پکن در منطقه شونی در شمال شرقی شهر را احاطه می‌کند. علاوه بر شرکت‌های لجستیک، خدمات خطوط هوایی و شرکت‌های بازرگانی، این منطقه همچنین محل کارخانه‌های مونتاژ خودرو پکن است.
منطقه مرکز المپیک پکن: گرین المپیک را درست در شمال مرکز شهر احاطه می‌کند و در حال تبدیل شدن به یک مرکز همایش سرگرمی، ورزشی، گردشگری و تجاری است.
شینگ‌جینگ‌شان: در حومه غربی شهر، یک پایگاه صنعتی سنگین سنتی برای فولادسازی است. کارخانه‌های شیمیایی در حومه‌های دور شرقی متمرکز شده‌اند.
شرکت‌های کمتر قانونی نیز وجود دارند. پکن شهری به عنوان مرکز کالاهای نقض شده شناخته می‌شود. هر چیزی از جدیدترین لباس‌های طراحان گرفته تا دی‌وی‌دی‌ها را می‌توان در بازارهای سراسر شهر یافت که اغلب به مهاجران و بازدیدکنندگان بین‌المللی عرضه می‌شود.

## از جمهوری تا امروز
در سال ۱۹۱۲ امپراتوری منچو سقوط کرد، جمهوری تأسیس شد و جنگ‌سالاران پایتخت را به نانکین منتقل کردند.
در سال ۱۹۲۰، حزب کمونیست چین در شانگهای متولد شد و نقش اساسی در آینده چین ایفا خواهد کرد.
در سال ۱۹۲۸ نیروهای چیانگ کای شک پکن را تصرف کردند و او به‌عنوان رئیس‌جمهور چین معرفی شد.
در سال ۱۹۳۷ و تا سال ۱۹۴۵، پایان جنگ جهانی دوم، پکن توسط ژاپنی‌ها اشغال شد.
در سال ۱۹۴۹ کمونیستها قدرت را به دست گرفتند و پکن دوباره پایتخت چین شد.
امروزه پکن شهر بزرگی از تضادها است که در آن مدرن‌ترین آسمانخراش‌ها با شهر قدیمی و بناهای تاریخی بازسازی شده امپراتوری همزیستی دارند. شهری شگفت‌انگیز و سرزنده که گردشگران را مجذوب خود می‌کند.

## نگارخانه

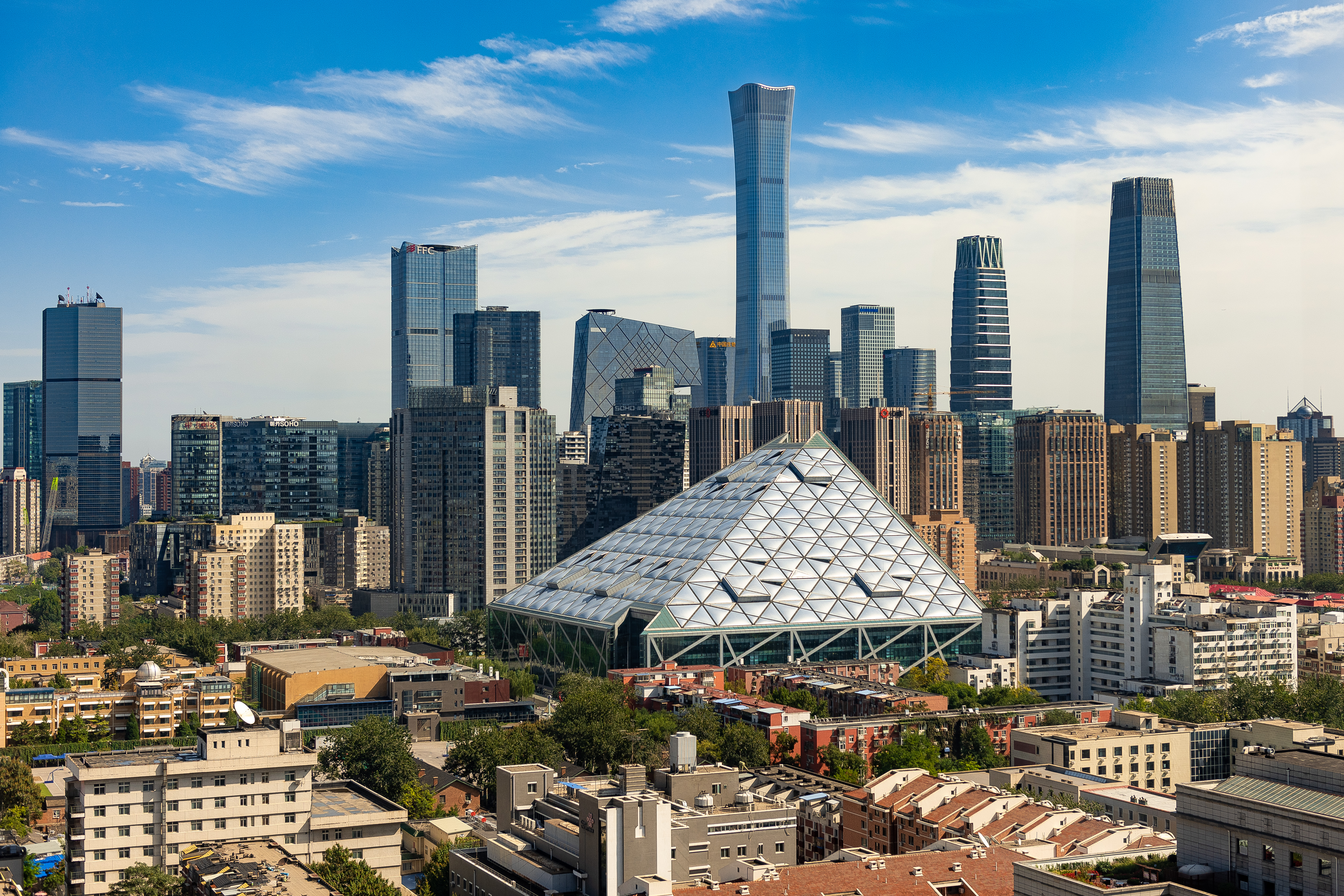
خط افقی از آسمانخراش‌های پکن

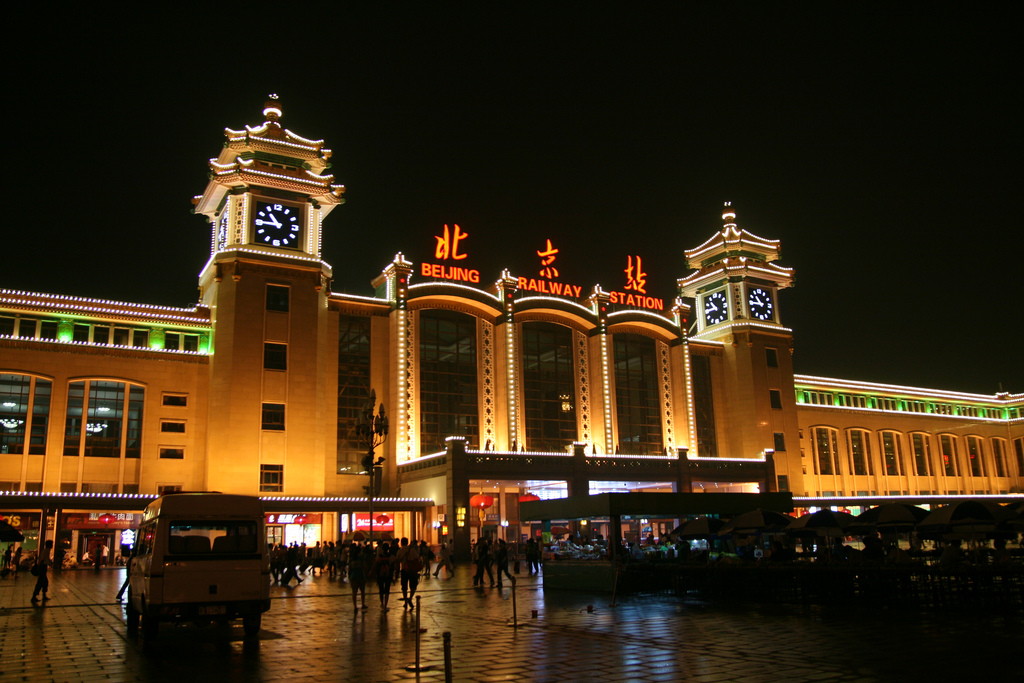
ایستگاه راه‌آهن پکن

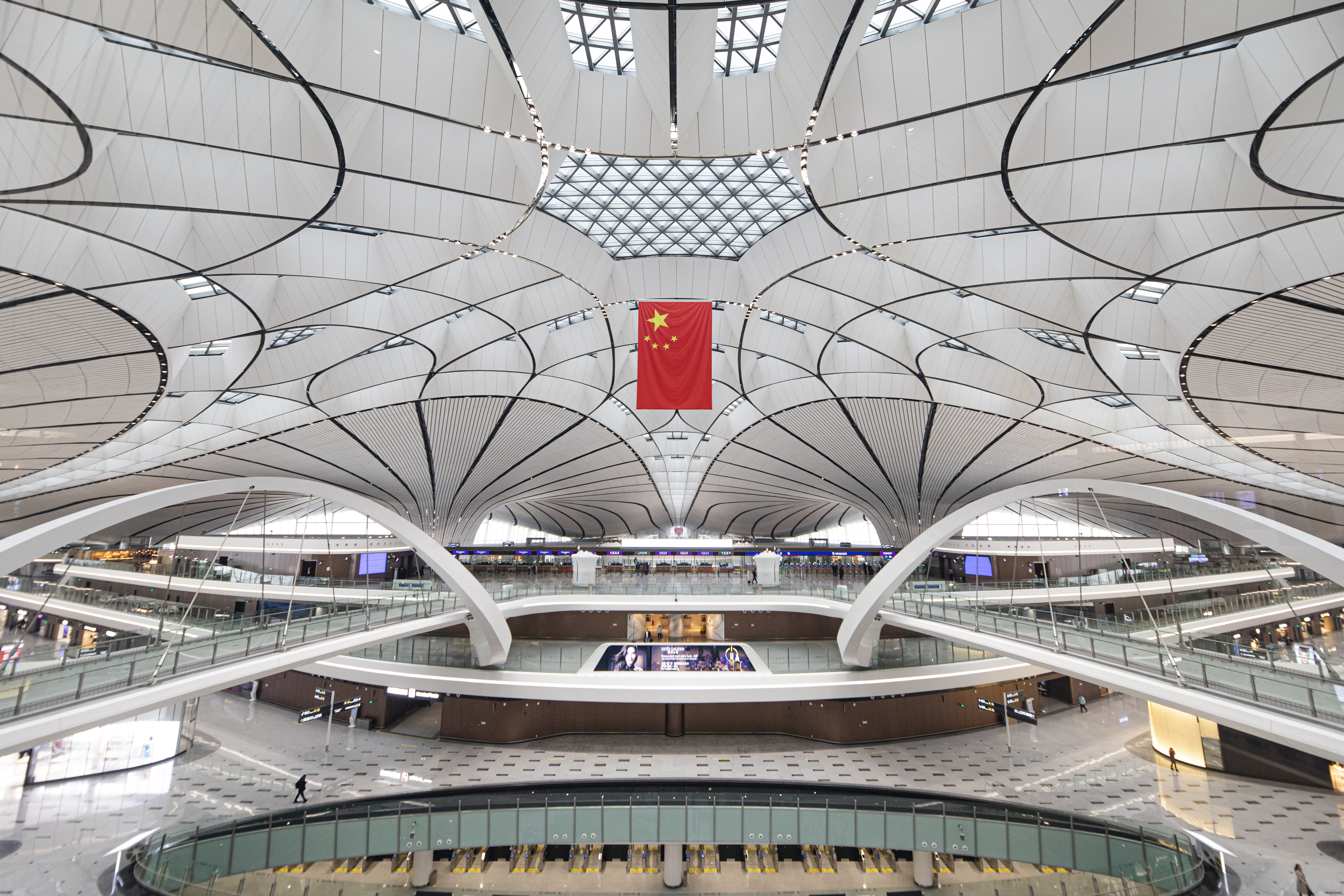
فرودگاه بین‌المللی پکن

## نام
در جای شهر کنونی پکن در ابتدا شهری به نام چونگدو بود که مغول‌ها آن را سوزاندند و ویران‌کردند. قوبیلای قاآن، در جای پکن کنونی، شهری را ساخت و آن را پایتخت خود کرد. آن شهر را در مغولی خان بالِق (به معنای شهرِ خان) و در چینی دادو (به معنای پایتخت بزرگ) می‌خواندند. در متون فارسی دوران مغول نیز این شهر به صورت خان بالق و خان بالغ ذکر شده است. پس از برپایی سلسلهٔ مینگ در سال ۱۳۶۸ میلادی، این شهر نام بِیپینگ (به معنای صلح شمالی) گرفت و در سال ۱۹۴۹ در نخستین کنفرانس حزب کمونیست چین نامش به بِیجینگ (به معنای پایتخت شمالی) تغییر کرد. پکینگ به انگلیسی و پکن به فرانسوی، گونه‌های دیگری از نگارش همان واژهٔ چینی بیجینگ اند. در واقع، روش‌های متفاوتی برای نوشتن واژه‌های چینی به خط لاتین وجود دارد. در لاتین‌نویسی نقشهٔ پستی چین، این نام به صورت پکینگ نوشته می‌شود و در روش پینیین، این نام به شکل Beijing نشان داده می‌شود. تلفظ معیار این واژه (در گویش معیار چینی ماندارین) نزدیک به بِیچینگ است.

### حالت دوم
در زبان چینی غالباً از کلمه 首都 برای «پایتخت» استفاده می‌شود و کلمه 京 غیر معمول است و منحصراً برای شهر پکن به کار می‌رود. ریشه‌شناسی قوی این است که این شهر توسط مغولان مناطق شمال دور تأسیس شده است و شهر را بیگین به معنای «شهر بیگ» نامیده‌اند.

## مترو
متروی پکن در سال ۱۹۶۹ تأسیس شده و هم‌اکنون دارای ۲۷ خط و ۴۷۸ ایستگاه می‌باشد. این مترو پر رفت‌وآمدترین و شلوغ‌ترین مترو در جهان است.

## شهرهای خواهر
به دلیل اینکه شهر پکن، ناحیه نیز محسوب می‌شود بنابراین برخی از خواهر خواندگان پکن نیز از نواحی و استان‌های دیگر کشورها نیز می‌باشند.